# 入江ぷろだくしょん
入江ぷろだくしょん（いりえぷろだくしょん、入江プロダクションとも、1932年 発足 - 1937年 解散）は、かつて第二次世界大戦前に存在した、京都の映画製作会社である。当時人気絶頂だったスター女優の入江たか子が日活から独立し、新興キネマと提携して設立、太秦に撮影所をもっていた。略称は「入江ぷろ」、「入江プロ」である。

## 略歴・概要
1932年初頭、日活太秦撮影所の当時の看板女優・入江たか子が独立して設立、これは女優としても、また現代劇の独立プロとしても日本では初の試みであった。入江はまだ20歳だった。現在の右京区御室双岡町に1928年に建設された貸しスタジオ「双ヶ丘撮影所」があり、「嵐寛寿郎プロダクション」が使用していたステージに隣接して新ステージを建設、同社の撮影所とした。
設立第一作『満蒙建国の黎明』（監督溝口健二）は、同年3月1日の満州国建国を背景に海外ロケを敢行、撮影に半年を費やしての大作で、1932年9月29日、新興キネマの配給で公開される。同作が「中野プロダクション」との提携作品となっているのは、新興キネマ専属俳優の共演者中野英治の体面上だけのことであり、同名の企業は存在しない。
1932年に、前年東京で設立された「不二映画社」が解散すると、監督や俳優が同社に流れ込み、その受け皿となった。いずれも新興キネマの提携会社であった。また、日活大将軍撮影所の俳優だった入江の実兄・東坊城恭長は1927年に脚本家・映画監督に転向していたが、1933年、新興キネマに移籍する。
同社の撮影所は1935年をもって閉鎖する。新興キネマとの提携をやめ、古巣の日活との提携を開始したからである。また入江自身、日活太秦撮影所での時代劇『大菩薩峠』『栗山大膳』に、主演ではないが重鎮としての「止め」の位置で大河内傳次郎と共演している。
1937年からは、東京・砧のPCL映画製作所との提携を始め、配給は東宝映画配給である。やがて同年、PCL映画製作所が、京都・太秦上刑部町にあったJ.O.スタヂオ、東宝映画配給、写真化学研究所の3社と合併して「東宝映画株式会社」を設立すると、入江は同社を解散、東宝と専属契約を結ぶこととなり、入江は人気絶頂のまま、同社は役割を終えることとなった。また、兄・東坊城も東宝に移籍した。

## フィルモグラフィ
新興キネマ配給作品
- 満蒙建国の黎明　1932年　監督溝口健二、脚本上島量、増田真二　中野プロダクション・新興キネマ提携作品　※第一回作品
- 白蓮　1932年　監督木村恵吾、脚本木村千依男（木村千疋男名義）、館岡謙之助（館岡謙之介名義）
- 光・罪と共に　1933年　監督阿部豊、脚本木村千依男（木村千疋男名義）、館岡謙之助（館岡謙之介名義）
- 須磨の仇浪　1933年　監督阿部豊、脚本東坊城恭長
- 瀧の白糸　1933年　監督溝口健二、脚本東坊城恭長、館岡謙之助、増田真二、清涼卓明
- 新しき天 前篇　1933年　監督・脚本阿部豊、共同脚本館岡謙之助（館岡謙之介名義）
- 新しき天 後篇　1933年　監督・脚本阿部豊、共同脚本館岡謙之助（館岡謙之介名義）
- 神風連　1934年　監督・脚本溝口健二
- 月よりの使者　1934年　監督田坂具隆、脚本木村千依男（木村千疋男名義）
- 雁来紅　1934年　監督鈴木重吉、脚本木村千依男
- 貞操問答 高原の巻　1935年　監督鈴木重吉、脚本畑本秋一
- 貞操問答 都会の巻　1935年　監督鈴木重吉、脚本畑本秋一

日活配給作品
- 明治一代女　1935年　監督田坂具隆、原作・脚本川口松太郎　日活提携作品
- 白衣の佳人　1936年　監督阿部豊、脚本畑本秋一、木村千依男（木村千疋男名義）

東宝映画配給作品
- 女人哀愁　1937年　監督・原作・脚本成瀬巳喜男、共同脚本田中千禾夫　PCL映画製作所提携作品、東宝映画配給配給作品
- からゆきさん　1937年　監督木村荘十二、脚本畑本秋一、東坊城恭長　PCL映画製作所提携、東宝映画配給配給作品